# Meriania candollei
Meriania candollei är en tvåhjärtbladig växtart som beskrevs av Célestin Alfred Cogniaux. Meriania candollei ingår i släktet Meriania och familjen Melastomataceae. Inga underarter finns listade i Catalogue of Life.